# پرچ (ویتنبرگ)
پرچ (به آلمانی: Pretzsch) یک منطقهٔ مسکونی در آلمان است که در باد اشمیدبرگ واقع شده‌است.

## خصوصیات
پرچ ۱٬۶۰۳ نفر جمعیت دارد.